# 密子豆
密子豆（学名：Pycnospora lutescens）为豆科密子豆属下的一个种。其种加词“lutescens”意为“泥的”、“浅黄色的”。